# Maria Duncker
Maria Duncker, född 6 februari 1963 i Helsingfors, är en finländsk mediekonstnär. 
Duncker är utbildad i Helsingfors vid Konstindustriella högskolan 1985–1988 (keramik) och vid Bildkonstakademin 1988–1992 (skulptur, mixed media).Hon fotograferar och gör skulpturer, videofilmer och installationer. 
År 2008 var hon kandidat till Ars Fennica-priset.
Duncker är representerad i Helsingfors konstmuseum HAM, Kiasma – museet för nutidskonst i Helsingfors och Amos Andersons konstmuseum i Helsingfors.